# Argyrodes calmettei
Argyrodes calmettei är en spindelart som beskrevs av Lopez 1990. Argyrodes calmettei ingår i släktet Argyrodes och familjen klotspindlar.
Artens utbredningsområde är Réunion. Inga underarter finns listade i Catalogue of Life.